# レネ・マーク・クアルト
レネ・マーク・クアルト（Rene Mark Cuarto、1996年8月4日 - ）は、フィリピンのプロボクサー。北サンボアンガ州ホセ・ダルマン出身。元IBF世界ミニマム級王者。

## 来歴
2021年2月27日、ジェネラル・サントスのブァラ・ジムでIBF世界ミニマム級王者のペドロ・タドゥランに挑戦し、12回3-0（3者共115-113）の判定勝ちを収め王座を獲得した。なお当初は1月に行われる予定だったが新型コロナウイルスのパンデミックにより延期されて行われた。
2022年2月6日、ディゴスで元IBF世界ミニマム級王者のペドロ・タドゥランとのダイレクトリマッチで対戦し、7回開始直後にタドゥランが偶然のバッティングで負傷した為そのまま判定となり7回2-0（65-64、66-64、65-65）の負傷判定勝ちを収め初防衛に成功した。
2022年7月1日、ヌエボ・レオンのセントロ・デポルティボ・レボルシオンでダニエル・バジャダレスと対戦し、12回1-2（111-116、114-113、112-115）の判定負けを喫し2度目の防衛に失敗、王座から陥落した。
2022年12月23日、ダバオのバリオク・ジムでデクター・アリメントと対戦し、2回1分6秒KO勝ちを収めた。
2023年4月16日、国立代々木競技場第二体育館で行われた「3150FIGHT vol.5 ～東京初進出！東京を殴りにいこうか！～」で日本のリングに初登場。IBF世界ミニマム級王者ダニエル・バジャダレスの左鼓膜穿孔による休養に伴い設置されたIBF世界ミニマム級暫定王座決定戦でIBF世界ミニマム級4位の重岡銀次朗と対戦し、初のKO負けとなる9回2分55秒KO負けを喫し9ヶ月振りの王座返り咲きに失敗した。
2024年1月20日、後楽園ホールでWBC・WBO世界ライトフライ級1位の岩田翔吉と1階級上のライトフライ級契約で対戦し、6回2分21秒TKO負けを喫し、KOで2連敗となったと同時に再起に失敗した。

## 獲得タイトル
- WBOオリエンタルミニマム級王座
- IBF世界ミニマム級王座（防衛1）